# Ван ден Бос (лунный кратер)
Кратер Ван ден Бос (лат. Van den Bos) — ударный кратер в экваториальной области обратной стороны Луны. Название присвоено в честь нидерландско-южноафриканского астронома Виллема Хендрика ван ден Боса (1896—1974) и утверждено Международным астрономическим союзом в 1979 г. 

## Описание кратера

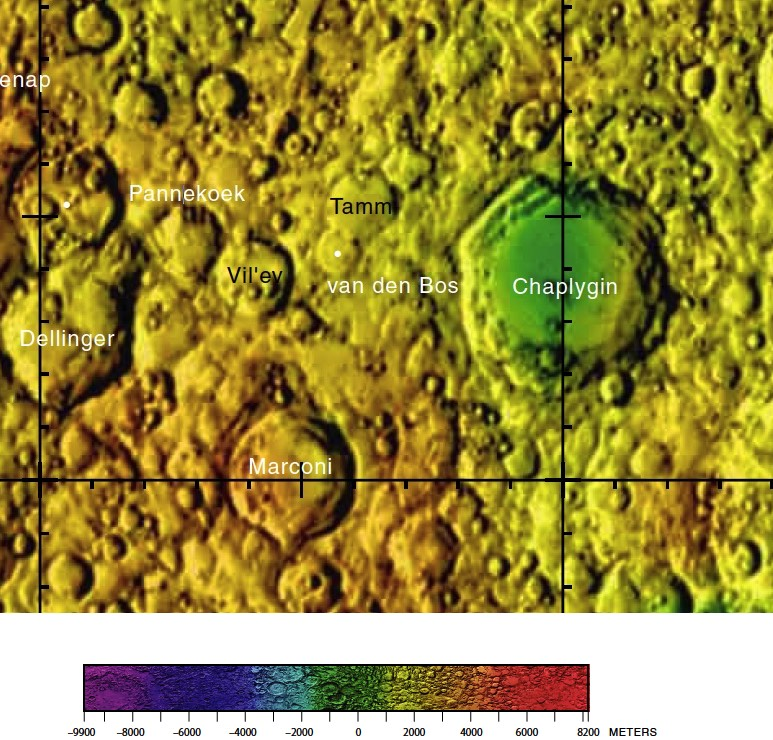
Окрестности кратера Ван ден Бос. Фрагмент карты обратной стороны Луны.

Ближайшими соседями кратера являются кратер Вильев на западе; кратер Тамм примыкающий к нему на северо-востоке; кратер Чаплыгин на востоке и кратер Маркони на юге. Селенографические координаты центра кратера 5°16′ ю. ш. 145°57′ в. д. / 5,26° ю. ш. 145,95° в. д., диаметр 25,2 км, глубина 1,8 км.
Кратер является сравнительно неглубоким, вал кратера умеренно разрушен. Протяженность общего с кратером Тамм вала в месте их соединения составляет около 15 км. Высота вала над окружающей местностью 810 м, объем кратера составляет приблизительно 300 км³. Дно чаши кратера сравнительно плоское, покрыто системой борозд. Борозды обычно формируются при остывании пластов базальтовой лавы.

## Сателлитные кратеры
Отсутствуют.